# Torre de Villanueva

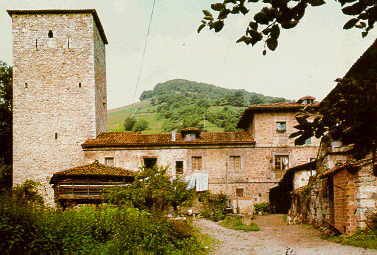
Torre de Villanueva.

La Torre de Villanueva se encuentra situada el la localidad de Villanueva, dentro del concejo asturiano del Grado
La torre Villanueva la que se agrupa por un lado un cuerpo rectangular. La torre es cuadrada y de gran altura con cinco pisos con saeteras y matacanes. Es Monumento Histórico Artístico. En la actualidad la torre no está deshabitada, y puede ser visitada.
- Datos: Q6150517
- Multimedia: Palace of Villanueva / Q6150517